# قلعه موصل
قلعه موصل یا قلعه باشطابیا، قلعه‌ای ویران شده مربوط به قرن دوازدهم میلادی است که در کشور عراق و در کرانه غربی رود دجله واقع شده‌است. بخشی از دیوار شهر موصل عراق را نیز این قلعه تشکیل داده‌است. در آوریل ۲۰۱۵، داعش بخشی از این اثر باستانی را نابود کرد.

## تاریخچه
قلعه موصل یا قلعه باشطابیا، در قرن دوازدهم میلادی به عنوان یکی از هفت قلعه در دیوار شهر موصل ساخته شده‌است. این قلعه ر سال ۱۳۹۳ توسط تیمور لنگ آسیب دید و بعدها توسط امپراتوری عثمانی بازسازی گردید. این قلعه نقش مهمی را در ماجرای محاصره موصل در طول جنگ عثمانی و ایرانی در سال‌های ۱۷۴۳ تا ۱۷۴۶ داشته است. این محاصره به تاریخ ۱۴ سپتامبر ۱۷۴۳ با ورود نادرشاه افشار (شاه ایران) به منطقه آغاز شد. پادشاه موصل که حاجی حسین جلیلی بود، توانست با کمک گرفتن از قلعه موصل، مقاومت نماید و شهر را از سقوط نجات دهد. در ۲۳ اکتبر همان سال محاصره اتمام یافت.
ویرانه‌های قلعه امروزه به عنوان یک مکان باستانی شناخته می‌شود و باستان‌شناسان بر روی آن در حال اکتشافات هستند. این مکان به عنوان معدود قسمت‌های باقی‌مانده از دیواره‌های شهر موصل است که از این جهت مورد توجه قرار گرفته‌است. به همین جهت این مکان را به عنوان نمادی از شهر موصل معرفی می‌کنند. این مکان مورد توجه سایر مناطق عراق و کشورهای همسایه نیز می‌باشد. اما پس از حمله به عراق در سال ۲۰۰۳ مورد بی توجه‌ای قرار گرفت.

## آسیب‌ها
شهر موصل در ۱۰ ژوئن ۲۰۱۴ توسط دولت اسلامی عراق و شام موسوم به داعش، تصرف شده و در نبرد بعدی دچار آسیب شد. با برخورد یک موک در ۱۰ ژوئیه در نزدیکی قلعه، دیواره‌های قلعه دچار آسیب شد. چندی بعد در ۲۳ ژوئیه، یک هواپیمای بدون سرنشین، دو گلوله به این بنای باستانی شلیک کردند.
بر اساس گزارش‌های وزارت گردشگری عراق، این قلعه در آوریل ۲۰۱۵ میلادی توسط داعش منفجر شد و این قلعه را به یکی از مکان‌های میراث تاریخی ویران شده توسط این گروه تبدیل کردند. با این وجود عکس‌های منتشر شده توسط داعش در سال ۲۰۱۶ از سالم ماندن بخشی از این قلعه خبر می‌دهد. بقایای قلعه توسط ارتش عراق در ژوئن ۲۰۱۷ از داعش بازپس گرفته شد.